# Jardim Botânico de Teresina
O Jardim Botânico de Teresina é uma área de preservação ambiental da cidade de Teresina, no estado brasileiro do Piauí. Localizado no bairro Mocambinho, zona norte da capital piauiense, encrustado numa área urbana densamente habitada.
Criado em 2011 depois de uma grande reforma e revitalização do antigo Parque Ambiental do Mocambinho, também já chamado de Horto Florestal, com uma área total de 36 hectares e nove trilhas ecológicas, é a maior área de conservação da cidade, é um exemplar intocável da floresta nativa do nordeste brasileiro, praticamente sem nenhuma alteração humana, um oásis urbano.
Sendo uma referência na pesquisa e cultivo de planta medicinal, com laboratório de Botânica e herbário, um ambiente excepcional para o estudo acadêmico da medicina tradicional. É uma área verde de contemplação natural, de lazer comunitário e considerado um grande ponto turístico da Teresina. 
O Jardim Botânico possui um prédio administrativo, auditório, espaço para exposição e um Museu de História Natural com exemplares únicos da fauna brasileira empalhado e outros itens históricos.